# Lipiec 2017

## 30 lipca
- Zakończyły się, rozgrywane w Budapeszcie, mistrzostwa świata w pływaniu[1].

## 29 lipca
- Udostępniony został najdłuższy na świecie most wiszący dla pieszych, liczący 494 metry długości Most Europejski (Europabruecke) znajdujący się w Zermatt na południu Szwajcarii[2].

## 23 lipca
- Brytyjczyk Chris Froome (Team Sky) triumfował w kolarskim wyścigu wieloetapowym Tour de France[3].

## 22 lipca
- Do służby w United States Navy został przyjęty największy okręt świata, lotniskowiec o napędzie jądrowym USS Gerald R. Ford (CVN-78)[4].
- Wybory parlamentarne w Timorze Wschodnim.

## 20 lipca
- Wokalista zespołu Linkin Park, Chester Bennington popełnił samobójstwo poprzez powieszenie się[5].
- Jadwiga Szubartowicz, najstarsza Polka zmarła w wieku 111 lat[6].
- Ram Nath Kovind z Narodowego Sojuszu Demokratycznego został wybrany prezydentem Indii. Zaprzysiężony został 25 lipca[7]. Kovind jest pierwszym w historii Indii prezydentem wywodzącym się z kasty pariasów[8].

## 18 lipca
- Premier Izraela Binjamin Netanjahu odwiedził Węgry jako pierwszy izraelski premier od czasów transformacji systemowej na Węgrzech[9].

## 17 lipca
- We wsi Vijfhuizen, koło lotniska Schiphol w Holandii z okazji trzeciej rocznicy katastrofy lotu Malaysia Airlines 17 odsłonięto pomnik upamiętniający ofiary tejże katastrofy. W uroczystości wzięli udział  z udziałem król Wilhelm Aleksander oraz premier Mark Rutte[10].
- Za pomocą serwisu społecznościowego Twitter, włoski piłkarz Francesco Totti – wieloletni piłkarz AS Roma oraz mistrz świata z 2006, poinformował o zakończeniu kariery zawodniczej[11].
- Turecki parlament na wniosek rządu wydłużył o kolejne trzy miesiące stan wyjątkowy w kraju, wprowadzony 20 lipca 2016 po lipcowym zamachu stanu[12].
- W Poznaniu doszło do zawalenia się ściany bocznej i klatki schodowej w remontowanej kamienicy przy ulicy Rudnicze[13].
- Centrum Informacyjne Sejmu poinformowało o powołaniu Piotra Rękosiewicza na szefa Straży Marszałkowskiej[14].

## 16 lipca
- Co najmniej 22 osoby zginęły w pożarze budynku mieszkalnego w mieście Changshu, w prowincji Jiangsu na wschodzie Chin[15].
- Co najmniej 16 osób zginęło w wypadku autokaru z pielgrzymami, który runął do wąwozu w stanie Dżammu i Kaszmir w Indiach[16].
- W Wenezueli odbyło się niewiążące referendum zorganizowane przez opozycję przeciwko prezydentowi Nicolásowi Maduro, w którym udział wzięło 7,2 mln obywateli[17].
- W Paryżu w obchodach 75-rocznicy obławy Vel d’Hiv wzięli udział Prezydent Francji Emmanuel Macron oraz Premier Izraela Binjamin Netanjahu[18].
- Przedstawiciel irańskiego wymiaru sprawiedliwości Golamhosejn Mohseni-Edżei poinformował o aresztowaniu Hosejna Ferejduna – brata oraz specjalnego doradcy prezydenta Iranu Hasana Rowhaniego[19].
- Kilkanaście tysięcy osób protestowało przed Gmachem Sądu Najwyższego w Warszawie, w proteście przeciwko planowanym przez rząd zmianom w sądownictwie[20][21].
- Rozpoczęła się wizyta w Polsce, brytyjskiego księcia Wilhelma w której towarzyszy mu księżna Kate oraz ich dzieci książę Jerzy i księżniczka Karolina[22].
- W wielkoszlemowym turnieju tenisowym – Wimbledonie triumfowali: Szwajcar Roger Federer (w grze pojedynczej mężczyzn)[23], Hiszpanka Garbiñe Muguruza (w grze pojedynczej kobiet), Polak Łukasz Kubot i Brazylijczyk Marcelo Melo (w grze podwójnej mężczyzn)[24], Rosjanki Jekatierina Makarowa i Jelena Wiesnina (w grze podwójnej kobiet) oraz Szwajcarka Martina Hingis i Brytyjczyk Jamie Murray (w grze mieszanej).

## 15 lipca
- W Turcji przy Moście Męczenników 15 lipca, tysiące osób uczestniczyło w obchodach upamiętniających pierwszą rocznicę nieudanego zamachu stanu z lipca 2016[25].
- Przy wsparciu rosyjskiego lotnictwa, syryjska armia odbiła pola naftowe w południowo-zachodniej części prowincji Ar-Rakka, na północy Syrii, zajmowane dotąd przez bojowników tzw. Państwa Islamskiego[26].
- Agnieszka Skrzypulec i Irmina Mrózek Gliszczynska zdobyły złoty medal w klasie 470 podczas Żeglarskich Mistrzostw Świata w Salonikach[27].
- W Katowicach przeszedł 11. Marsz Autonomii Śląska[28].
- Co najmniej osiem osób zginęło w wyniku wybuchu paniki podczas meczu piłki nożnej na stadionie w Dakarze[29].

## 14 lipca
- W wyniku wypadku drogowego w trakcie, którego samochód ciężarowy uderzył w autokar, którym podróżowali członkowie amerykańskiego zespołu Adrenaline Mob, zginął basista zespołu David Zablidowsky[30].
- W Wielkiej Brytanii zakończyło się pierwsze postępowanie karne dotyczące konfliktu zbrojnego na wschodzie Ukrainy. Brytyjski obywatel Benjamin Stimson, który wspierał jako ochotnik prorosyjskich separatystów w Donbasie, został skazany na pięć lat i cztery miesiące więzienia za działalność terrorystyczną[31].

## 13 lipca
- Były prezydent Peru Ollanta Humala został wraz ze swoją żoną aresztowany na 18 miesięcy pod zarzutem prania brudnych pieniędzy i udział w przestępczym spisku[32].
- Królowa Elżbieta II uroczyście otworzyła nową siedzibę Scotland Yardu przy Victoria Embankment na brzegu Tamizy[33].
- W wyniku zawalenia się budowanego mostu w miejscowości Ludvika, w Szwecji rannych zostało 12 osób[34].
- 17 zastępów straży pożarnej brało udział w akcji gaśniczej stolarni i lakierni przy ul. Górnej w Wysocku Małym koło Ostrowa Wielkopolskiego[35].

## 12 lipca
- Wyspa lodowa o powierzchni około 6 000 km² oddzieliła się od Lodowca Szelfowego Larsena[36].
- Były prezydent Brazylii Luiz Inácio Lula da Silva został skazany na dziewięć i pół roku więzienia, za  przyjęcie korzyści majątkowej od firmy budowlanej OAS w zamian za pomoc w uzyskaniu państwowych kontraktów[37].
- Parlament Malty uchwalił ustawę zezwalającą na zawieranie związków małżeńskich przez pary tej samej płci[38].
- Parlament Luksemburga podjął decyzję iż od nowego roku szkolnego w szkołach podstawowych nie będzie już lekcji religii[39].
- Jacek Mikołajczyk został  wybrany nowym dyrektorem Teatru Syrena[40].

## 10 lipca
- Amerykański samolot wojskowy KC-130 Hercules rozbił się na terenie hrabstwa Leflore w Missisipi, zabijając co najmniej 16 osób[41].

## 9 lipca
- Premier Iraku Hajdar al-Abadi ogłosił wyzwolenie Mosulu z rąk tzw. Państwa Islamskiego[42].
- Kilkaset tysięcy osób wzięło udział w zakończeniu 25-dniowego „Marszu sprawiedliwości” zorganizowanego przez Partię Ludowo-Republikańską nad brzegami Bosforu w Turcji[43].

## 8 lipca
- W wyniku zawalenia się czteropiętrowego budynku mieszkalnego w mieście Torre Annunziata niedaleko Neapolu na południu Włoch, zginęło osiem osób[44].
- Papież Franciszek powołał Flaminie Giovanelli, ks. Segundo Tejado Muñoza i o. Nicola Ricardiego na podsekretarzy w łonie Dykasterii ds. Integralnego Rozwoju Ludzkiego[45].
- W Synagodze im. Małżonków Nożyków w Warszawie odbyło się pożegnanie wyjeżdżającego do USA rabina Macieja Pawlaka – dotychczasowego dyrektora Zespołu Szkół Lauder-Morasha w Warszawie oraz dyrektora przedstawicielstwa Fundacji Ronalda S. Laudera[46].

## 7 lipca
- W Hamburgu, w Niemczech rozpoczął się szczyt G20[47].
- Stare Miasto w Hebronie zostało wpisane na listę Światowego Dziedzictwa UNESCO i uznane za miejsce bezpośrednio zagrożone[48].
- W drugiej turze wyborów prezydenckich w Mongolii – Chaltmaagijn Battulga z Partii Demokratycznej pokonał dotychczasowego przewodniczącego parlamentu Mijeegombyna Enchbolda z Mongolskiej Partii Ludowej[49].
- Co najmniej jedna osoba zginęła, a 22 zostały ranne w wyniku pożaru gmachu Ministerstwa Finansów w Salwadorze[50].
- Papież Franciszek zatwierdził dekrety beatyfikacyjne, ośmiu kandydatów na ołtarze w tym Hanny Chrzanowskiej i Alojzego Kosiby[51].

## 6 lipca
- W przyjętym przez Parlament Europejski sprawozdaniu znalazło się formalne wezwanie do zawieszenia rozmów akcesyjnych z Turcją, jeśli ta wprowadzi zmiany w konstytucji[52].
- Tallis Obed Moses został zaprzysiężony na prezydenta Vanuatu[53].

## 5 lipca
- Rozpoczęła się wizyta prezydenta USA Donalda Trumpa w Polsce[54].
- Prezydent RP Andrzej Duda powołał sędziego Mariusza Muszyńskiego na wiceprezesa Trybunału Konstytucyjnego[55].
- Tuimalealiʻifano Vaʻaletoa Sualauvi II został wybrany przez parlament nową głową państwa Samoa[56].

## 4 lipca
- Władza Korei Północnej ogłosiły, iż przeprowadziły pierwszy udany test międzykontynentalnego pocisku balistycznego (ICBM). Pocisk pokonał 930 km i spadł do Morza Japońskiego w strefie ekonomicznej Japonii[57].

## 3 lipca
- Grecka straż przybrzeżna otworzyła ogień do tureckiego frachtowca, który uprzednio odmówił zacumowania w porcie na wyspie Rodos na Morzu Egejskim[58].
- W wyniku wypadku drogowego z udziałem autokaru i ciężarówki na autostradzie A9 w Bawarii, na południu Niemiec, zginęło 18 osób, a 30 odniosło obrażenia[59].
- Sąd Rejonowy dla miasta stołecznego Warszawy wydał postanowienie o ogłoszeniu upadłości Spółdzielczej Kasy Oszczędnościowo-Kredytowej Nike (SKOK Nike)[60].

## 2 lipca
- Reprezentacja Polski U-21 w piłce siatkowej mężczyzn została młodzieżowym mistrzem świata pokonując w finale Kubańczyków 3:0[61].
- Rosyjski Komitet Śledczy podał, iż w wyniku zderzeniu autobusu z ciężarówką w Tatarstanie zginęło 14 osób, a 14 innych odniosło obrażenia[62].
- Na placu Tahrir w Damaszku, w Syrii w wyniku zamachu samobójczego przy użyciu samochodu zginęło co najmniej 18 osób. Dwóch kolejnych zamachowców zostało zabitych przed wjazdem do miasta przez służby bezpieczeństwa[63].
- Kilka tysięcy antyglobalistów protestowało w Hamburgu przeciwko spotkaniu na szczycie G20 zaplanowanemu na 7–8 lipca 2017[64].
- W Krakowie rozpoczęła się 41. Sesja Komitetu Światowego Dziedzictwa UNESCO[65].
- Zakończyła się dwudniowa 80. Ogólnopolska Pielgrzymka Nauczycieli i Wychowawców na Jasną Górę w Czestochowie, w której udział wzięło ok. 7 tys. wiernych[66].
- W finale rozgrywanego w Rosji piłkarskiego Pucharu Konfederacji Niemcy pokonali Chile 1:0[67].
- W parafii Ewangelicko-Reformowanej w Warszawie odbył się panel dyskusyjny pt. „Chrześcijanie LGBT, chrześcijaństwo wobec LGBT”[68].
- W imieniu Prezydenta RP Andrzeja Dudy, sekretarz stanu w Kancelarii Prezydenta RP Adam Kwiatkowski wręczył Mieczysławowi Stachiewiczowi – Order Orła Białego[69].

## 1 lipca
- W Parlamencie Europejskim w Strasburgu odbyły uroczystości żałobne po śmierci byłego kanclerza Niemiec Helmuta Kohla[70].
- Papież Franciszek mianował nowym prefektem Kongregacji Nauki Wiary abpa Luisa Ladarie Ferrera, który zastąpił na tym stanowisku kard. Gerharda Ludwiga Müllera[71].
- Kandydat na prezydenta Francji w kwietniowych wyborach prezydenckich Benoît Hamon ogłosił swoje odejście z Partii Socjalistycznej[72].
- Delegaci zatwierdzili na zjeździe Austriackiej Partii Ludowej – Sebastiana Kurza na lidera swojego ugrupowania[73].
- Odbyła się ceremonia zaprzysiężenia nowego rządu Hongkongu, kierowanego przez Carrie Lam[74].
- Pokaz sztucznych ogni nad Victoria Harbour w Hongkongu zakończył obchody 20. rocznicy powrotu Honakongu do Chin[75].
- Brazylijska policja aresztowała barona narkotykowego Luiza Carlosa da Roche[76].
- Wybuchł pożar wieży gotyckiej katedry Wniebowzięcia Najświętszej Maryi Panny w Gorzowie Wielkopolskim. W akcji gaszenia obiektu uczestniczyło 30 zastępów Straży Pożarnej[77][78].
- W Dzięgielowie rozpoczął się 68. Tydzień Ewangelizacyjny[79].
- Ok. 35 tys. osób wzięło udział w rekolekcjach „Jezus na Stadionie” z udziałem o. Johna Baptista Bashobory na Stadionie Narodowym w Warszawie[80].